# Systasis seposita
Systasis seposita är en stekelart som beskrevs av Girault 1915. Systasis seposita ingår i släktet Systasis och familjen puppglanssteklar. Inga underarter finns listade i Catalogue of Life.